# Erhard Ratdolt
Erhard Ratdolt (1442-1528) fue uno de los primeros impresores alemanes de Augsburgo.

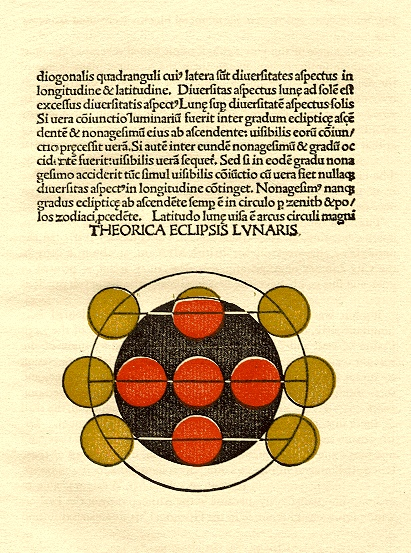
Diagrama que muestra el eclipse de luna; xilografía, impresa en tres colores. De Sphaericum opusculum por Johannes de Sacro Bosco, impreso por Erhard Ratdolt, Venecia 1485

Estuvo activo como impresor en Venecia desde 1476 hasta 1486, y luego en Augsburgo. Desde 1475 hasta 1478 estuvo asociado con otros dos impresores alemanes. El primer libro que produjo la asociación fue el "Calendarium" (1476), escrito y publicado previamente por Johann Müller Regiomontano, que incorporaba uno de los primeros ejemplos de una portada moderna. Otras publicaciones destacadas son la Historia Romana de Apiano (1477); la primera edición de los Elementos de Euclides (1482), donde resolvió el problema de la impresión de diagramas geométricos; De Astronomica, también de 1482; Abenragel (1485); y Alcabitius (1503).
También es famoso por haber producido el primer libro de muestras de tipo de impresor conocido (en este caso, una hoja ancha que muestra las fuentes con las que podía imprimir).
Sus innovaciones de diseño y tipografía, mezcla de tipos y xilografía, han sido posteriormente muy admiradas. Sus elecciones gráficas y soluciones técnicas influyeron también en las de William Morris.